# Совиль (Арденны)
Сови́ль (фр. Sauville) — коммуна во Франции, находится в регионе Шампань — Арденны. Департамент коммуны — Арденны. Входит в состав кантона Ле-Шен. Округ коммуны — Вузье.
Код INSEE коммуны — 08405.
Коммуна расположена приблизительно в 195 км к северо-востоку от Парижа, в 75 км северо-восточнее Шалон-ан-Шампани, в 26 км к югу от Шарлевиль-Мезьера.

## Население
Население коммуны на 2008 год составляло 255 человек.
| 1962 | 1968 | 1975 | 1982 | 1990 | 1999 | 2008 |
| ---- | ---- | ---- | ---- | ---- | ---- | ---- |
| 249  | 247  | 226  | 200  | 183  | 189  | 255  |

## Экономика
В 2007 году среди 139 человек в трудоспособном возрасте (15—64 лет) 91 были экономически активными, 48 — неактивными (показатель активности — 65,5 %, в 1999 году было 58,8 %). Из 91 активных работали 82 человека (50 мужчин и 32 женщины), безработных было 9 (6 мужчин и 3 женщины). Среди 48 неактивных 9 человек были учениками или студентами, 12 — пенсионерами, 27 были неактивными по другим причинам.

## Фотогалерея

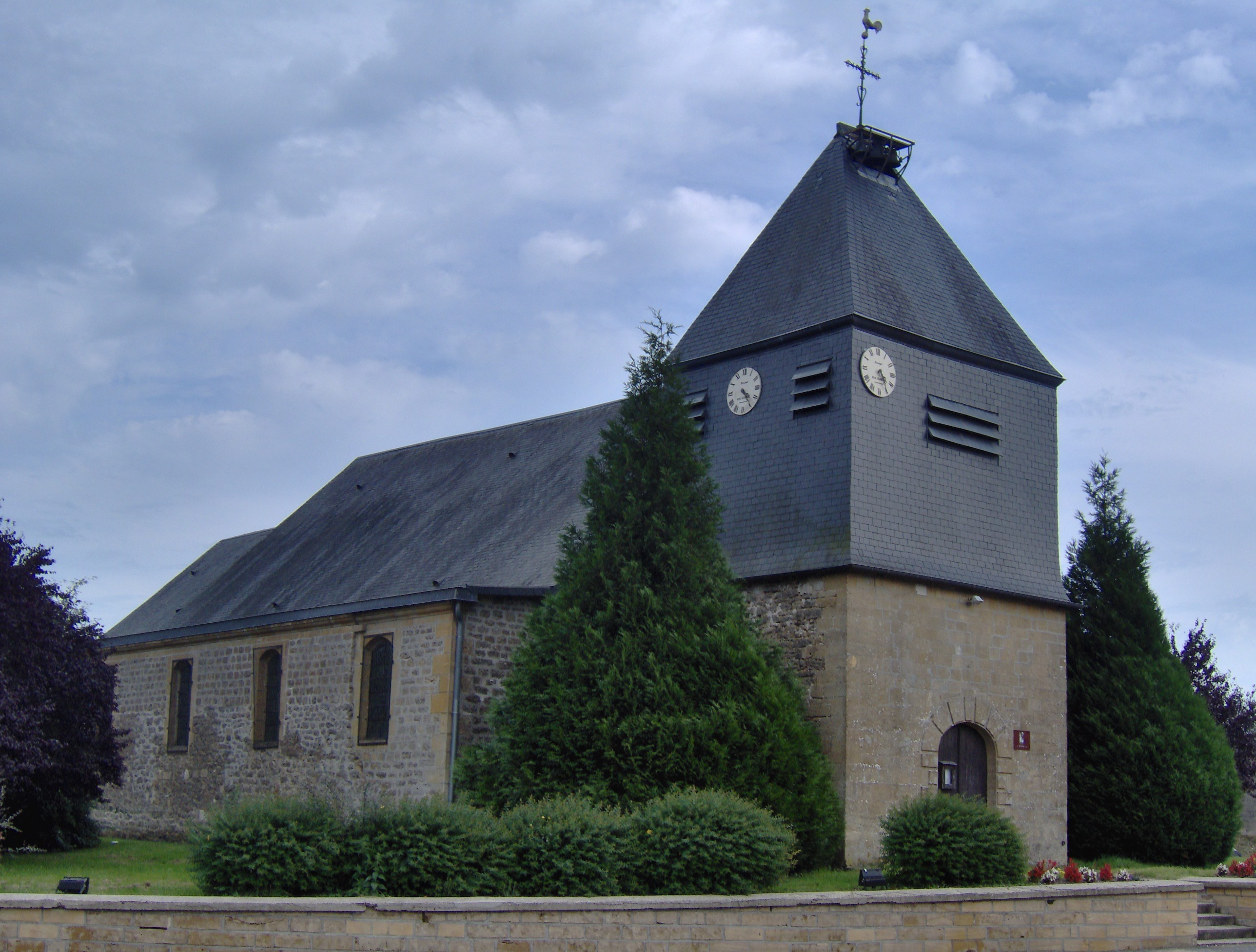
Церковь
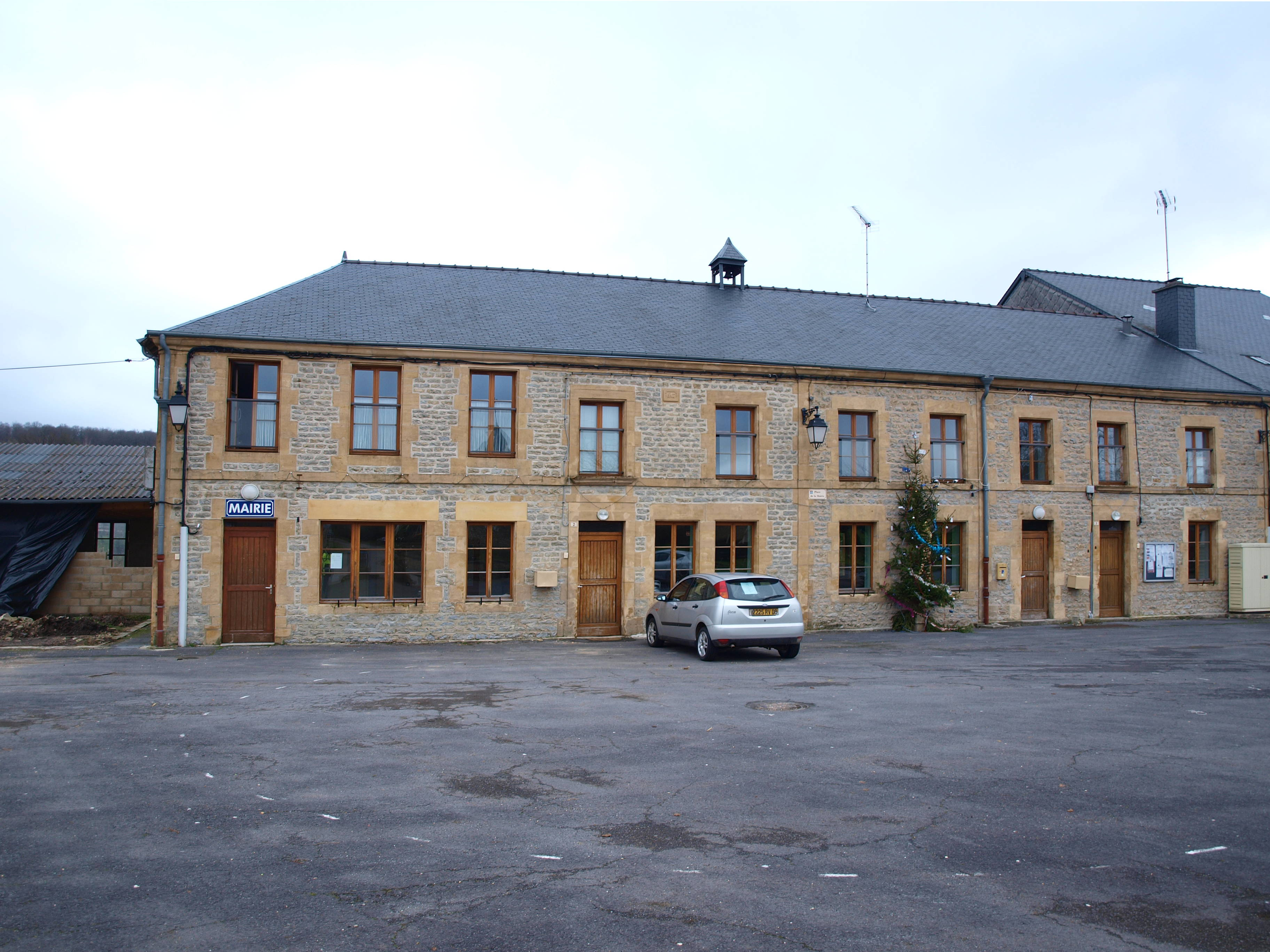
Мэрия
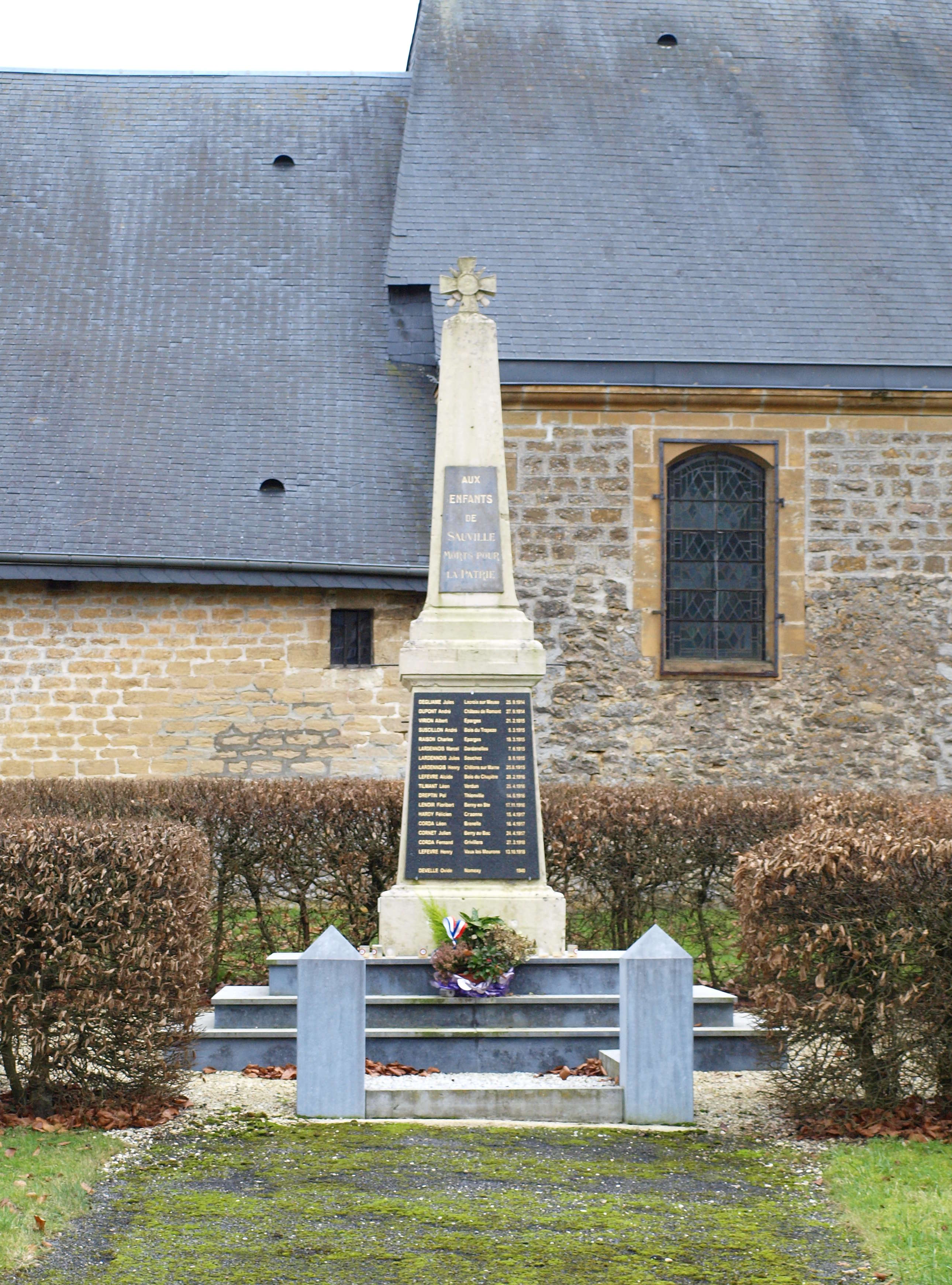
Памятник погибшим в Первой мировой войне
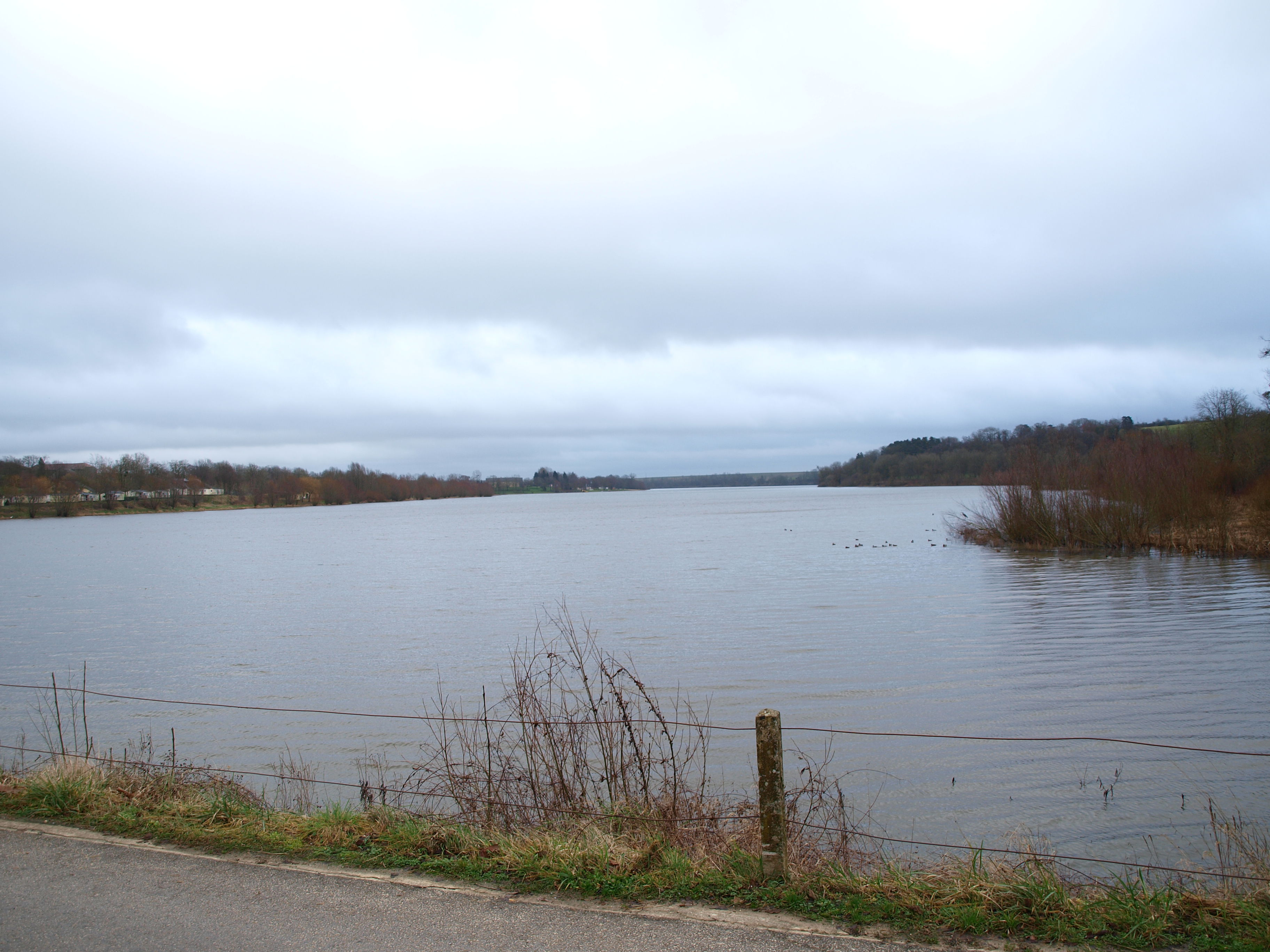
Озеро Берон